# Stazione meteorologica di Màlaga Porto
La stazione meteorologica di Málaga Porto è la stazione meteorologica di riferimento per il servizio meteorologico spagnolo e per l'Organizzazione Mondiale della Meteorologia, relativa alla città di Malaga.

## Dati climatologici
Secondo i dati medi del trentennio 1981-2010, la temperatura media del mese più freddo, gennaio, si attesta a +14,6 °C, mentre quella del mese più caldo, agosto, è di +26,9 °C.

Le precipitazioni medie annue sono inferiori ai 350 mm.
| Màlaga Porto        | Mesi | Mesi | Mesi | Mesi | Mesi | Mesi | Mesi | Mesi | Mesi | Mesi | Mesi | Mesi | Stagioni | Stagioni | Stagioni | Stagioni | Anno |
| Màlaga Porto        | Gen  | Feb  | Mar  | Apr  | Mag  | Giu  | Lug  | Ago  | Set  | Ott  | Nov  | Dic  | Inv      | Pri      | Est      | Aut      | Anno |
| ------------------- | ---- | ---- | ---- | ---- | ---- | ---- | ---- | ---- | ---- | ---- | ---- | ---- | -------- | -------- | -------- | -------- | ---- |
| T. max. media (°C)  | 18,1 | 19,0 | 20,0 | 21,2 | 23,7 | 28,2 | 29,5 | 30,8 | 28,5 | 24,4 | 21,4 | 19,2 | 18,8     | 21,6     | 29,5     | 24,8     | 23,7 |
| T. min. media (°C)  | 11,0 | 11,7 | 13,2 | 14,8 | 16,4 | 20,9 | 22,1 | 22,9 | 21,8 | 17,4 | 14,7 | 12,7 | 11,8     | 14,8     | 22,0     | 18,0     | 16,6 |
| Precipitazioni (mm) | 15   | 30   | 75   | 11   | 10   | 1    | 1    | 0    | 12   | 27   | 72   | 86   | 131      | 96       | 2        | 111      | 340  |

## Temperature estreme mensili dal 1981 ad oggi
Nella tabella sottostante sono riportati i valori delle temperature estreme mensili dal 1981 ad oggi, con il relativo anno in cui sono state registrate. Nel periodo esaminato, la temperatura minima assoluta ha toccato +5,0 °C nel febbraio 2006 e nel gennaio 2015, mentre la massima assoluta ha raggiunto i +45,2 °C nel luglio 1994.
| Màlaga Porto (1981-2023) | Mesi        | Mesi        | Mesi        | Mesi        | Mesi        | Mesi        | Mesi        | Mesi        | Mesi        | Mesi        | Mesi        | Mesi        | Stagioni | Stagioni | Stagioni | Stagioni | Anno |
| Màlaga Porto (1981-2023) | Gen         | Feb         | Mar         | Apr         | Mag         | Giu         | Lug         | Ago         | Set         | Ott         | Nov         | Dic         | Inv      | Pri      | Est      | Aut      | Anno |
| ------------------------ | ----------- | ----------- | ----------- | ----------- | ----------- | ----------- | ----------- | ----------- | ----------- | ----------- | ----------- | ----------- | -------- | -------- | -------- | -------- | ---- |
| T. max. assoluta (°C)    | 27,2 (1981) | 29,1 (1995) | 32,4 (1988) | 34,0 (1999) | 37,2 (1999) | 40,2 (1983) | 45,2 (1994) | 44,5 (2012) | 42,2 (2016) | 38,1 (1983) | 32,5 (1995) | 26,9 (1998) | 29,1     | 37,2     | 45,2     | 42,2     | 45,2 |
| T. min. assoluta (°C)    | 5,0 (2015)  | 5,0 (2006)  | 7,2 (2005)  | 10,0 (2001) | 11,2 (2016) | 13,4 (2011) | 17,2 (2016) | 18,0 (2016) | 14,0 (2001) | 11,7 (2005) | 10,1 (1991) | 7,0 (2004)  | 5,0      | 7,2      | 13,4     | 10,1     | 5,0  |